# Ключевский, Вячеслав Васильевич
Вячеслав Васильевич Ключевский (4 сентября 1939, Ярославль — 16 мая 2025, Ярославль) — советский и российский травматолог и ортопед, профессор, с 1983 по 2007 год главный травматолог-ортопед Ярославской области.

## Биография
Родился 4 сентября 1939 года в Ярославле в семье врачей: отец — терапевт, мать — стоматолог, брат стал рентгенологом. В 1962 году закончил лечебный факультет Ярославского медицинского института. По распределению два года проработал хирургом в Мышкинской центральной районной больнице.
В 1964 году поступил в аспирантуру на кафедру госпитальной хирургии Ярославского медицинского института. Спустя три года защитил кандидатскую диссертацию по теме «Рациональные методы диагностики и лечения облитерирующего эндартериита». Остался работать ассистентом на кафедре, продолжил исследования в области травматологии и ортопедии. Через семь лет защитил докторскую диссертацию по теме «Демпферированное скелетное вытяжение». Возглавляет отделение Клинической больницы имени Н. В. Соловьёва и с 1976 года кафедру травматологии и ортопедии и военно-полевой хирургии Ярославской медицинской академии. С 1974 года — доцент, с 1977 года — профессор. С 1983 по 2007 год главный травматолог-ортопед Ярославской области.
Активно занимался остеосинтезом, артроскопией и артроскопической хирургией, подиатрией, эндопротезированием тазобедренных суставов, хирургией позвоночника. Вместе с учениками разработал и внедрил демпферное скелетное вытяжение и остеосинтез переломов стержнями из титановых сплавов прямоугольного поперечного сечения. Они разработали новый метод эндопротезирования при переломе шейки бедра. Создал новое направление в хирургии повреждений — ангиотравматологию (рассматривает перелом и как повреждение сосудов).
Автор более 230 научных работ, в том числе 10 монографий, в том числе «Скелетное вытяжение», «Хирургия повреждений» (издана дважды — в 1999 и 2004 годах), «Травматический шок человека». Автор 21 изобретения. Подготовил 20 кандидатов и 10 докторов наук. С 1969 года руководил Ярославским межобластным научным обществом травматологов-ортопедов.
Заслуженный деятель науки Российской Федерации (1996), кавалер ордена Дружбы (2009), нагрудных знаков «Отличник здравоохранения», «За отличные успехи в работе» и «За заслуги перед г. Ярославлем» (2004), Золотой медали им. Н. Н. Приорова «За вклад в развитие травматологии и ортопедии» (2001).
В 2008 году был выдвинут кандидатом в депутаты Ярославской областной Думы 5 созыва по списку Ярославского регионального отделения Либерально-демократической партии России (ЛДПР).  
Возглавлял Ярославское отделение Всероссийского Общества Трезвости и Здоровья. 
Жена — Раиса Ильинична Ключевская (род. 1952), технолог по приготовлению пищи. Пятеро детей, из них трое стали врачами.
16 мая 2025 года о кончине доктора медицинских наук, профессора, заслуженного деятеля науки РФ Вячеслава Васильевича Ключевского сообщили на кафедре травматологии и ортопедии ЯГМУ.